# 발데마르 3세

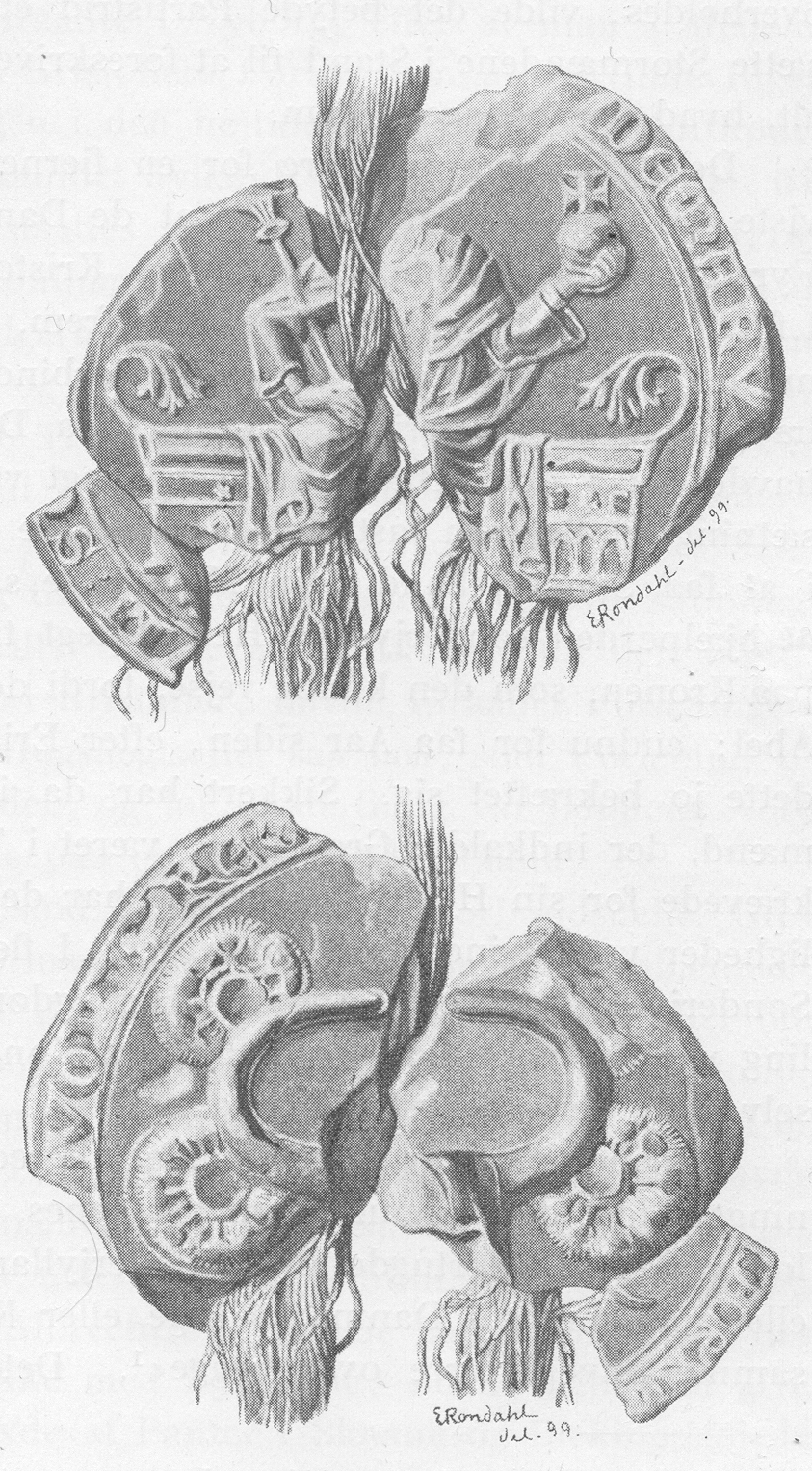
발데마르 3세의 인장

발데마르 5세(덴마크어: Valdemar V, 1314년 ~ 1364년)는 슐레스비 공국(Hertugdømmet Slesvig)의 공작(재위: 1325년 ~ 1326년, 1330년 ~ 1364년)이다. 덴마크의 국왕 시절(재위: 1326년 ~ 1329년)에는 발데마르 3세(Valdemar III)로 불렸다.

## 생애
발데마르는 에스트리센가(Estridsen) 출신으로 슐레스비 공작 에리크 2세(Erik II)의 아들로 태어났다. 그의 어머니인 홀슈타인렌츠부르크(Holstein-Rendsburg)의 아델하이트(Adelheid)는 렌츠부르크의 백작 하인리히 1세(Heinrich I)의 딸이다.
1325년 에리크 2세의 뒤를 이어 슐레스비의 공작 발데마르 5세로 즉위하였다. 1326년 자신의 먼 친척이자 경쟁 관계에 있던 덴마크 국왕 크리스토페르 2세가 퇴위당하면서 차기 국왕 발데마르 3세로 즉위했다. 덴마크의 국왕이 슐레스비 공작을 겸직할 수 없도록 명시한 규정에 따라 자신의 삼촌인 게르하르트(Gerhard, 홀슈타인렌츠부르크의 백작 게르하르트 3세(Gerhard III))에게 슐레스비히 공작위를 양보했다.
덴마크 국왕으로 즉위하던 당시의 발데마르는 나이가 12세였기 때문에 삼촌 게르하르트 3세가 덴마크 왕국의 섭정 겸 후견인 역할을 수행했다. 1328년 셸란섬에서 농민 반란이 일어났으며 1329년 윌란반도에서 농민 봉기로 인해 발데마르는 퇴위당하여 크리스토페르 2세가 덴마크 국왕으로 복위하였다. 이듬해 발데마르는 슐레스비 공작으로 복위하였다.
1340년 발데마르의 누나 헬비(Helvig)가 덴마크 국왕 발데마르 4세과 결혼하여 덴마크 국왕가와 슐레스비 공작가는 인척간이 되었다.
1364년에 사망했으며 생전에 슈베린의 리하르디스(Richardis, 슈베린의 군첼린 6세(Gunzelin VI) 백작의 딸)와 결혼했다. 슬하에 2명의 아들(발데마르(Valdemar, 1338년 ~ 1360년), 하인리히(Heinrich, 1342년 ~ 1375년))을 두었다. 발데마르 3세의 아들인 하인리히는 1364년부터 1375년까지 슐레스비 공작을 역임했다.
| 전임 크리스토페르 2세 | 덴마크의 국왕 1326년 ~ 1329년 | 후임 크리스토페르 2세 |